# Serie A (2007/2008)
Serie A 2007/2008 – 106. edycja najwyższej w hierarchii klasy mistrzostw Włoch w piłce nożnej, organizowanych przez Lega Nazionale, które odbyły się od 25 sierpnia 2007 do 18 maja 2008. Mistrzem został Inter Mediolan, zdobywając swój 16.tytuł.

## Organizacja
Liczba uczestników pozostała bez zmian (20 drużyn). Juventus, Napoli i Genoa awansowali z Serie B. Rozgrywki składały się z meczów, które odbyły się systemem kołowym u siebie i na wyjeździe, w sumie 38 rund: 3 punkty przyznano za zwycięstwo i po jednym punkcie w przypadku remisu. W przypadku równości punktów wyżej została sklasyfikowana drużyna, która uzyskała większą liczbę punktów i różnicę bramek zdobytych w meczach bezpośrednich (więcej goli), a jeśli nadal była sytuacja nierozstrzygnięta, to większa liczba punktów i różnica bramek zdobytych w końcowej klasyfikacji. Zwycięzca rozgrywek ligowych otrzymywał tytuł mistrza Włoch. Trzy ostatnie drużyny spadało bezpośrednio do Serie B.

## Drużyny
| Uczestnicy poprzedniej edycji                                                                                 | Uczestnicy poprzedniej edycji | Uczestnicy poprzedniej edycji | Uczestnicy poprzedniej edycji |
| --- | ----------------------------- | ----------------------------- | ----------------------------- |
| ATA | Atalanta                      | 5                             |                               |
| CAG | Cagliari                      | 17                            |                               |
| CTN | Catania                       | 13                            |                               |
| EMP | Empoli                        | 7                             |                               |
| FIO | Fiorentina                    | 6                             |                               |
| INT | Inter Mediolan                | 1                             |                               |
| LAZ | Lazio                         | 3                             |                               |
| LIV | Livorno                       | 11                            |                               |
| MIL | Milan                         | 4                             |                               |
| PAL | Palermo                       | 5                             |                               |
| PAR | Parma                         | 12                            |                               |
| REG | Reggina                       | 14                            |                               |
| ROM | Roma                          | 2                             |                               |
| SAM | Sampdoria                     | 9                             |                               |
| SIE | Siena                         | 15                            |                               |
| TOR | Torino                        | 16                            |                               |
| UDI | Udinese                       | 10                            |                               |
| Spadek z poprzedniej edycji                                                                                   |                               |                               |                               |
| CHV | Chievo Verona                 | 18                            |                               |
| ASC | Ascoli                        | 19                            |                               |
| MES | Messina                       | 20                            |                               |
| Awans z Serie B 2006/2007                                                                                     |                               |                               |                               |
| JUV | Juventus                      | 1                             |                               |
| NAP | Napoli                        | 2                             |                               |
| GEN | Genoa                         | 3                             |                               |
| Oznaczenia: - kolumna pierwsza – skróty nazw drużyn, - kolumna trzecia – miejsce zajęte w poprzednim sezonie. |                               |                               |                               |

## Stadiony
|  | Miasto             | Stadion                           | Klub                  | Pojemność | Zdjęcie |
|  | ------------------ | --------------------------------- | --------------------- | --------- | ------- |
|  | Mediolan           | Stadio Giuseppe Meazza (San Siro) | Inter Mediolan, Milan | 82 955    |         |
|  | Rzym               | Stadio Olimpico                   | Roma, Lazio           | 82 307    |         |
|  | Neapol             | Stadio San Paolo                  | Napoli                | 60 240    |         |
|  | Florencja          | Stadio Artemio Franchi            | Fiorentina            | 47 282    |         |
|  | Udine              | Stadio Friuli                     | Udinese               | 41 652    |         |
|  | Palermo            | Stadio Renzo Barbera              | Palermo               | 37 242    |         |
|  | Genua              | Stadio Luigi Ferraris             | Genoa, Sampdoria,     | 36 685    |         |
|  | Parma              | Stadio Ennio Tardini              | Parma                 | 27 906    |         |
|  | Reggio di Calabria | Stadio Oreste Granillo            | Reggina               | 27 454    |         |
|  | Turyn              | Stadio Olimpico di Torino         | Juventus, Torino      | 27 168    |         |
|  | Bergamo            | Stadio Atleti Azzurri d’Italia    | Atalanta              | 26 378    |         |
|  | Cagliari           | Stadio Sant’Elia                  | Cagliari              | 23 486    |         |
|  | Katania            | Stadio Angelo Massimino           | Catania               | 23 420    |         |
|  | Empoli             | Stadio Carlo Castellani           | Empoli                | 19 795    |         |
|  | Livorno            | Stadio Armando Picchi             | Livorno               | 19 238    |         |
|  | Siena              | Stadio Artemio Franchi            | Siena                 | 15 373    |         |

## Prezydenci, trenerzy, kapitanowie i sponsorzy
| Zespół | Prezydent                  | Trener               | Kapitan              | Sponsor techniczny | Sponsor strategiczny                   |
| --- | -------------------------- | -------------------- | -------------------- | ------------------ | -------------------------------------- |
| Atalanta BC | Alessandro Ruggeri         | Luigi Delneri        | Cristiano Doni       | Asics              | Sit In Sport- Daihatsu                 |
| Cagliari Calcio | Massimo Cellino            | Marco Giampaolo      | Diego Luis López     | Umbro              | Tiscali                                |
| Calcio Catania | Antonino Pulvirenti        | Silvio Baldini       | Davide Baiocco       | Legea              | Energia Siciliana                      |
| Empoli FC | Fabrizio Corsi             | Luigi Cagni          | Ighli Vannucchi      | Asics              | Navigare, Computer Gross               |
| ACF Fiorentina | Andrea Della Valle         | Cesare Prandelli     | Dario Dainelli       | Lotto              | Toyota                                 |
| Genoa CFC | Enrico Preziosi            | Gian Piero Gasperini | Marco Rossi          | Erreà              | Eurobet                                |
| FC Internazionale Milano | Massimo Moratti            | Roberto Mancini      | Javier Zanetti       | Nike               | Pirelli                                |
| Juventus FC | Giovanni Cobolli Gigli     | Claudio Ranieri      | Alessandro Del Piero | Nike               | New Holland                            |
| SS Lazio | Claudio Lotito             | Delio Rossi          | Luciano Zauri        | Puma               | So. Spe, Edileuropa                    |
| AS Livorno Calcio | Aldo Spinelli              | Fernando Orsi        | Francesco Tavano     | Asics              | Banca Carige                           |
| AC Milan | Silvio Berlusconi          | Carlo Ancelotti      | Paolo Maldini        | Adidas             | Bwin                                   |
| SSC Napoli | Aurelio De Laurentiis      | Edoardo Reja         | Paolo Cannavaro      | Diadora            | Lete                                   |
| US Città di Palermo | Maurizio Zamparini         | Stefano Colantuono   | Andrea Barzagli      | Lotto              | brak sponsora                          |
| Parma FC | Tommaso Ghirardi           | Domenico Di Carlo    | Cristiano Lucarelli  | Erreà              | Kome, Il Granchio, Gondolino, Coreggio |
| Reggina Calcio | Lillo Foti                 | Massimo Ficcadenti   | Francesco Cozza      | Onze               | Gicos                                  |
| AS Roma | Rosella Sensi              | Luciano Spalletti    | Francesco Totti      | Kappa              | WIND                                   |
| UC Sampdoria | Riccardo Garrone           | Walter Mazzarri      | Angelo Palombo       | Kappa              | ERG                                    |
| AC Siena | Giovanni Lombardi Stronati | Andrea Mandorlini    | Simone Vergassola    | Lotto              | Banca Monte dei Paschi di Siena        |
| Torino FC | Urbano Cairo               | Walter Novellino     | Gianluca Comotto     | Asics              | Reale Mutua                            |
| Udinese Calcio | Franco Soldati             | Pasquale Marino      | Antonio Di Natale    | Lotto              | Kia Motors                             |
| Oznaczenia: - Jako sponsora technicznego należy rozumieć firmę, która dostarcza danemu klubowi sprzęt niezbędny do gry - Jako sponsora strategicznego należy rozumieć firmę, która reklamuje się na klatce piersiowej koszulki meczowej |                            |                      |                      |                    |                                        |

## Tabela
| Lp. | Drużyna            | M  | Z  | R  | P  | B+ | B– | +/– | Pkt | Kwalifikacja lub spadek                     |
| --- | ------------------ | -- | -- | -- | -- | -- | -- | --- | --- | ------------------------------------------- |
| 1   | Inter Mediolan (C) | 38 | 25 | 10 | 3  | 69 | 26 | +43 | 85  | Kwalifikacja do fazy grupowej Ligi Mistrzów |
| 2   | Roma               | 38 | 24 | 10 | 4  | 72 | 37 | +35 | 82  | Kwalifikacja do fazy grupowej Ligi Mistrzów |
| 3   | Juventus           | 38 | 20 | 12 | 6  | 72 | 37 | +35 | 72  | Kwalifikacja do rundy III Ligi Mistrzów     |
| 4   | Fiorentina         | 38 | 19 | 9  | 10 | 55 | 39 | +16 | 66  | Kwalifikacja do rundy III Ligi Mistrzów     |
| 5   | Milan              | 38 | 18 | 10 | 10 | 66 | 38 | +28 | 64  | Kwalifikacja do rundy I Pucharu UEFA        |
| 6   | Sampdoria          | 38 | 17 | 9  | 12 | 56 | 46 | +10 | 60  | Kwalifikacja do rundy I Pucharu UEFA        |
| 7   | Udinese            | 38 | 16 | 9  | 13 | 48 | 53 | −5  | 57  | Kwalifikacja do rundy I Pucharu UEFA        |
| 8   | Napoli             | 38 | 14 | 8  | 16 | 50 | 53 | −3  | 50  | Kwalifikacja do rundy III Pucharu Intertoto |
| 9   | Atalanta           | 38 | 12 | 12 | 14 | 52 | 56 | −4  | 48  |                                             |
| 10  | Genoa              | 38 | 13 | 9  | 16 | 44 | 52 | −8  | 48  |                                             |
| 11  | Palermo            | 38 | 12 | 11 | 15 | 47 | 57 | −10 | 47  |                                             |
| 12  | Lazio              | 38 | 11 | 13 | 14 | 47 | 51 | −4  | 46  |                                             |
| 13  | Siena              | 38 | 9  | 17 | 12 | 40 | 45 | −5  | 44  |                                             |
| 14  | Cagliari           | 38 | 11 | 9  | 18 | 40 | 56 | −16 | 42  |                                             |
| 15  | Torino             | 38 | 8  | 16 | 14 | 36 | 49 | −13 | 40  |                                             |
| 16  | Reggina            | 38 | 9  | 13 | 16 | 37 | 56 | −19 | 40  |                                             |
| 17  | Catania            | 38 | 8  | 13 | 17 | 33 | 45 | −12 | 37  |                                             |
| 18  | Empoli (R)         | 38 | 9  | 9  | 20 | 29 | 52 | −23 | 36  | Spadek do Serie B                           |
| 19  | Parma (R)          | 38 | 7  | 13 | 18 | 42 | 62 | −20 | 34  | Spadek do Serie B                           |
| 20  | Livorno (R)        | 38 | 6  | 12 | 20 | 35 | 60 | −25 | 30  | Spadek do Serie B                           |

1. ↑  Drużyna, która zajęła 7. miejsce, zakwalifikowała się do Pucharu UEFA ze względu na finalistów Pucharu Włoch (Roma i Internazionale), które zajęły 6. lub wyżej miejsce.
2. ↑  Cagliari została ukarana przez odjęcie 3 punktów za złożenie nieautoryzowanego pozwu, ale kara została później cofnięta.

## Wyniki
| Gospodarz \ Gość | ATA | CAG | CTN | EMP | FIO | GEN | INT | JUV | LAZ | LIV | MIL | NAP | PAL | PAR | REG | ROM | SAM | SIE | TOR | UDI |
| Atalanta         |     | 2:2 | 0:0 | 4:1 | 2:2 | 2:0 | 0:2 | 0:4 | 2:1 | 3:2 | 2:1 | 5:1 | 1:3 | 2:0 | 2:2 | 1:2 | 4:1 | 2:2 | 2:2 | 0:0 |
| Cagliari         | 1:0 |     | 1:1 | 2:0 | 2:1 | 2:1 | 0:2 | 2:3 | 1:0 | 0:0 | 1:2 | 2:1 | 0:1 | 1:1 | 2:2 | 1:1 | 0:3 | 1:0 | 3:0 | 0:1 |
| Catania          | 1:2 | 2:1 |     | 1:0 | 0:1 | 0:0 | 0:2 | 1:1 | 1:0 | 1:0 | 1:1 | 3:0 | 3:1 | 0:0 | 1:2 | 1:1 | 2:0 | 0:0 | 1:2 | 2:0 |
| Empoli           | 0:1 | 4:1 | 2:0 |     | 0:2 | 1:1 | 0:2 | 0:0 | 1:0 | 2:1 | 1:3 | 0:0 | 3:1 | 1:1 | 1:1 | 2:2 | 0:2 | 0:2 | 0:0 | 0:1 |
| Fiorentina       | 2:2 | 5:1 | 2:1 | 3:1 |     | 3:1 | 0:2 | 1:1 | 1:0 | 1:0 | 0:1 | 1:0 | 1:0 | 3:1 | 2:0 | 2:2 | 2:2 | 3:0 | 2:1 | 1:2 |
| Genoa            | 2:1 | 2:0 | 2:1 | 0:1 | 0:0 |     | 1:1 | 0:2 | 0:2 | 1:1 | 0:3 | 2:0 | 3:3 | 1:0 | 2:0 | 0:1 | 0:1 | 1:3 | 3:0 | 3:2 |
| Inter Mediolan   | 2:1 | 2:1 | 2:0 | 1:0 | 2:0 | 4:1 |     | 1:2 | 3:0 | 2:0 | 2:1 | 2:1 | 2:1 | 3:2 | 2:0 | 1:1 | 3:0 | 2:2 | 4:0 | 1:1 |
| Juventus         | 1:0 | 1:1 | 1:1 | 3:0 | 2:3 | 1:0 | 1:1 |     | 5:2 | 5:1 | 3:2 | 1:0 | 5:0 | 3:0 | 4:0 | 1:0 | 0:0 | 2:0 | 0:0 | 0:1 |
| Lazio            | 3:0 | 3:1 | 2:0 | 0:0 | 0:1 | 1:2 | 1:1 | 2:3 |     | 2:0 | 1:5 | 2:1 | 1:2 | 1:0 | 1:0 | 3:2 | 2:1 | 1:1 | 2:2 | 0:1 |
| Livorno          | 1:1 | 1:2 | 1:0 | 1:0 | 0:3 | 1:1 | 2:2 | 1:3 | 0:1 |     | 1:4 | 1:2 | 2:4 | 1:1 | 1:1 | 1:1 | 3:1 | 0:0 | 0:1 | 0:0 |
| Milan            | 1:2 | 3:1 | 1:1 | 0:1 | 1:1 | 2:0 | 2:1 | 0:0 | 1:1 | 1:1 |     | 5:2 | 2:1 | 1:1 | 5:1 | 0:1 | 1:2 | 1:0 | 0:0 | 4:1 |
| Napoli           | 2:0 | 0:2 | 2:0 | 1:3 | 2:0 | 1:2 | 1:0 | 3:1 | 2:2 | 1:0 | 3:1 |     | 1:0 | 1:0 | 1:1 | 0:2 | 2:0 | 0:0 | 1:1 | 3:1 |
| Palermo          | 0:0 | 2:1 | 1:0 | 2:0 | 2:0 | 2:3 | 0:0 | 3:2 | 2:2 | 1:0 | 2:1 | 2:1 |     | 1:1 | 1:1 | 0:2 | 0:1 | 2:3 | 1:1 | 1:1 |
| Parma            | 2:3 | 1:1 | 2:2 | 1:0 | 1:2 | 1:0 | 0:2 | 2:2 | 2:2 | 3:2 | 0:0 | 1:2 | 2:1 |     | 3:0 | 0:3 | 1:2 | 2:2 | 2:0 | 2:0 |
| Reggina          | 1:1 | 2:0 | 3:1 | 2:0 | 0:0 | 2:0 | 0:1 | 2:1 | 1:1 | 1:3 | 0:1 | 1:1 | 0:0 | 2:1 |     | 0:2 | 1:0 | 4:0 | 1:3 | 1:3 |
| Roma             | 2:1 | 2:0 | 2:0 | 2:1 | 1:0 | 3:2 | 1:4 | 2:2 | 3:2 | 1:1 | 2:1 | 4:4 | 1:0 | 4:0 | 2:0 |     | 2:0 | 3:0 | 4:1 | 2:1 |
| Sampdoria        | 3:0 | 1:1 | 3:1 | 3:0 | 2:0 | 0:0 | 1:1 | 3:3 | 0:0 | 2:0 | 0:5 | 2:0 | 3:0 | 3:1 | 3:0 | 0:3 |     | 1:0 | 2:2 | 3:0 |
| Siena            | 1:1 | 1:0 | 1:1 | 3:0 | 1:0 | 0:1 | 2:3 | 1:0 | 1:1 | 2:3 | 1:1 | 1:1 | 2:2 | 2:0 | 0:0 | 3:0 | 1:2 |     | 0:0 | 1:1 |
| Torino           | 1:0 | 2:0 | 1:1 | 0:1 | 0:1 | 1:1 | 0:1 | 0:1 | 0:0 | 1:2 | 0:1 | 2:1 | 3:1 | 4:4 | 2:2 | 0:0 | 1:0 | 1:1 |     | 0:1 |
| Udinese          | 2:0 | 0:2 | 2:1 | 2:2 | 3:1 | 3:5 | 0:0 | 1:2 | 2:2 | 2:0 | 0:1 | 0:5 | 1:1 | 2:1 | 2:0 | 1:3 | 3:2 | 2:0 | 2:1 |     |

Źródło: lega-calcio.it (wł.)
Objaśnienia:
1Drużyna gospodarzy jest wymieniona po lewej stronie tabeli.
Kolory: zielony – zwycięstwo gospodarzy, żółty – remis, różowy – zwycięstwo gości.

## Śmierć kibica Lazio
11 listopada 2007 roku przed meczem Interu Mediolan i S.S. Lazio w wyniku starć Rzymian i kibiców Juventusu zginął kibic Lazio.. Gabriele Sandri był DJ-em. Zginął w wieku 26 lat w wyniku tragicznej pomyłki policjanta, który podczas strzału ostrzegawczego trafił w siedzącego w samochodzie Sandriego. Mecz Interu z Lazio oraz Romy z Cagliari zostały odwołane. Mecz w Bergamo pomiędzy Atalantą i Milanem został przerwany po siedmiu minutach. Kibice Atalanty próbowali dostać się na płytę boiska. Pozostałe mecze w tym dniu zostały rozpoczęte z 15-minutowym opóźnieniem. Pseudokibicom postawiono zarzut terroryzmu.

## Najlepsi strzelcy
| Bramki | Strzelcy             | Drużyna        |
| ------ | -------------------- | -------------- |
| 21 (3) | Alessandro Del Piero | Juventus       |
| 20 (2) | David Trezeguet      | Juventus       |
| 19 (5) | Marco Borriello      | Genoa          |
| 17 (2) | Antonio Di Natale    | Udinese        |
| 17 (6) | Adrian Mutu          | Fiorentina     |
| 17 (8) | Zlatan Ibrahimović   | Inter Mediolan |
| 15 (2) | Amauri               | Palermo        |
| 15 (6) | Kaká                 | Milan          |
| 14 (1) | Goran Pandev         | Lazio          |
| 14 (3) | Tommaso Rocchi       | Lazio          |
| 14 (3) | Francesco Totti      | Roma           |

## Skład mistrzów
| Zwycięzca Serie A 2007/08 |
| ------------------------- |
| Inter Mediolan 16 Tytuł   |

| formacja | Piłkarz (liczba meczów) |
| --- | ----------------------- |
| Júlio César Maicon Burdisso Materazzi Maxwell Zanetti Cambiasso Chivu Stanković Ibrahimović Cruz | Júlio César (35)        |
| Júlio César Maicon Burdisso Materazzi Maxwell Zanetti Cambiasso Chivu Stanković Ibrahimović Cruz | Maicon (31)             |
| Júlio César Maicon Burdisso Materazzi Maxwell Zanetti Cambiasso Chivu Stanković Ibrahimović Cruz | Nicolás Burdisso (24)   |
| Júlio César Maicon Burdisso Materazzi Maxwell Zanetti Cambiasso Chivu Stanković Ibrahimović Cruz | Marco Materazzi (23)    |
| Júlio César Maicon Burdisso Materazzi Maxwell Zanetti Cambiasso Chivu Stanković Ibrahimović Cruz | Maxwell (32)            |
| Júlio César Maicon Burdisso Materazzi Maxwell Zanetti Cambiasso Chivu Stanković Ibrahimović Cruz | Javier Zanetti (38)     |
| Júlio César Maicon Burdisso Materazzi Maxwell Zanetti Cambiasso Chivu Stanković Ibrahimović Cruz | Esteban Cambiasso (33)  |
| Júlio César Maicon Burdisso Materazzi Maxwell Zanetti Cambiasso Chivu Stanković Ibrahimović Cruz | Cristian Chivu (26)     |
| Júlio César Maicon Burdisso Materazzi Maxwell Zanetti Cambiasso Chivu Stanković Ibrahimović Cruz | Dejan Stanković (21)    |
| Júlio César Maicon Burdisso Materazzi Maxwell Zanetti Cambiasso Chivu Stanković Ibrahimović Cruz | Zlatan Ibrahimović (26) |
| Júlio César Maicon Burdisso Materazzi Maxwell Zanetti Cambiasso Chivu Stanković Ibrahimović Cruz | Julio Cruz (28)         |
| Júlio César Maicon Burdisso Materazzi Maxwell Zanetti Cambiasso Chivu Stanković Ibrahimović Cruz | Trener: Roberto Mancini |
| Pozostałe piłkarze: David Suazo (27), Iván Córdoba (20), Hernán Crespo (19), César (17), Luís Figo (17), Patrick Vieira (16), Luis Jiménez (15), Pelé (15), Walter Samuel (12), Mario Balotelli (11), Nelson Rivas (11), Olivier Dacourt (9), Maniche (8), Santiago Solari (5), Adriano (4), Francesco Toldo (3), Paolo Orlandoni (2). |                         |